# Владимир Голубовић (кошаркаш)
Владимир Голубовић (Нови Сад, 24. фебруар 1986) је бивши црногорски кошаркаш. Играо је на позицији центра.

## Клупска каријера
Голубовић је каријеру почео у Војводини Србијагас за чији први тим је дебитовао у сезони 2003/04. У екипи из Новог Сада је остао до 2008. године. У сезони 2007/08. био је најбољи скакач Јадранске лиге, са просечно 8,73 скока по мечу.
У августу 2008. потписао је двогодишњи уговор са Унион Олимпијом. У екипи из Љубљане је остао до фебруара 2010. када је потписао једномесечни уговор са Басконијом, који је касније продужен до краја сезоне. Са шпанском екипом освојио је АЦБ лигу.
У сезони 2010/11. наступао је за турски Банвит. Сезону 2011/12. почео је у украјинском Азовмашу, али је након само два месеца отпуштен. У децембру 2011. потписао је опет за Басконију, овога пута двомесечни уговор. Касније је потписао још један 15-дневни уговор, али је након истека истог напустио шпански тим. У марту 2013. потписао је у Турској за екипу Анталије. Већ у мају исте године је потписао уговор са Сарагосом где је завршио сезону.
У августу 2013. потписао је уговор са турском екипом ТЕД Анкара Колејлилер. Док је наступао за овај тим уврштен је у други идеални тим Еврокупа за сезону 2013/14. Крајем јуна 2014. потписао је једногодишњи уговор са шпанском Уникахом. У септембру 2015. потписао је уговор са француским Стразбура до истека групне фазе Евролиге. Почетком 2016. године преселио се у Италију и потписао за Ређану до краја сезоне. У сезони 2016/17. наступао је за турски Бест Баликесира. У сезони 2017/18. био је играч шпанске Севиље.

## Репрезентација
Голубовић је у млађим категоријама наступао за репрезентацију Србије и Црне Горе. Са универзитетском репрезентацијом освојио је бронзу на Универзијади 2005. у Измиру. Након раздруживања две земље Голубовић је одлучио да игра за репрезентацију Црне Горе.

## Успеси

### Клупски
- Унион Олимпија:
  - Куп Словеније (2): 2009, 2010.
  - Суперкуп Словеније (1): 2009.
- Саски Басконија:
  - Првенство Шпаније (1): 2009/10.

### Појединачни
- Идеални тим Еврокупа — друга постава (1): 2013/14.

### Репрезентативни
- Универзијада:  2005.
- Европско првенство до 20 година:  2005.